# Oravița

Lage von Oravița im Kreis Caraș-Severin

Oravița [oˈravit͡sa] (deutsch Orawitz, ungarisch Oravica, tschechisch Oravice, kroatisch Oravica, serbisch-kyrillisch Оравица) ist eine Stadt im Kreis Caraș-Severin in der Region Banat in Rumänien.

## Geographische Lage
Oravița liegt im Banat an der Westseite des Anina-Gebirges. Die Kreishauptstadt Reșița befindet sich etwa 35 km nordöstlich.

## Nachbarorte
| Broșteni | Răchitova                                   | Anina           |
| Vrani    | Kompassrose, die auf Nachbargemeinden zeigt | Ciclova Montană |
| Răcășdia | Ciclova Română                              | Bozovici        |

## Geschichte
Bereits um 1400 wurde in der Umgebung der heutigen Stadt Bergbau betrieben. Das Banat wurde nach langer Besetzung durch das Osmanische Reich Anfang des 18. Jahrhunderts als Teil des Königreichs Ungarn wieder Bestandteil der Habsburgermonarchie. 1690 wurde der Ort erstmals erwähnt; seit 1717 ist er eine Gemeinde. Im Ostteil des Ortes siedelten sich nun vor allem Tiroler Bergleute an, im Westteil vorwiegend Rumänen; daraus entstanden zwei getrennte Gemeindeverwaltungen. In Oravița lebten auch Tschechen, Polen, Serben und Magyaren.
Zu Beginn des 18. Jahrhunderts war Oravița ein Zentrum der Kupferverhüttung in Ungarn. Daneben wurde Bergbau auf Gold betrieben. 1737–1739 störten Einfälle der Türken vorübergehend die Entwicklung. 1816–1817 wurde ein aus Spenden finanziertes Theater errichtet, heute Mihai-Eminescu-Theater genannt; es war, in etwas kleinerer Form, dem Alten Burgtheater in Wien nachgebaut und wurde in Anwesenheit von Kaiser Franz I. und seiner Gattin eröffnet.
1854 wurde die Bahnlinie von Oravița nach Baziaș eröffnet, die älteste im heutigen Rumänien. 1863 ging die Bahnstrecke von Oravița über das Anina-Gebirge nach Steierdorf-Anina in Betrieb, um die dort abgebaute Steinkohle an die Donau transportieren zu können; wegen ihrer zahlreichen Viadukte in malerischer Landschaft wurde sie als rumänischer Semmering bezeichnet. Seit dem Ende des 19. Jahrhunderts nahm die Bedeutung des Bergbaus ab.
Nach der Auflösung Österreich-Ungarns 1918 und Besitzansprüchen mehrerer Länder gelangte Oravița infolge des Vertrags von Trianon 1920 mit dem östlichen Teil des Banats an das Königreich Rumänien. Die Waldbahn Reșița wurde gebaut. Nun wurden beide Ortsteile offiziell vereinigt. Oravița wurde Hauptstadt des Kreises Caraș.
Am Ende des Zweiten Weltkrieges flohen die meisten deutschen Bewohner nach Deutschland oder Österreich. 1946 wurden in der Nähe der Stadt Uranvorkommen entdeckt, die in großem Umfang abgebaut und in die Sowjetunion gebracht wurden.
Heute sind Holz- und Lebensmittelverarbeitung sowie Handel und Tourismus die wichtigsten Wirtschaftszweige.

## Bevölkerung
1880 lebten auf dem Gebiet der heutigen Stadt 13.669 Menschen, davon 4250 in Deutsch-Orawitz, 2252 in Rumänisch-Orawitz und 7167 in den heute eingemeindeten Orten. 9917 waren Rumänen, 2910 Deutsche und 260 Magyaren. In der Folge schwankte die Bevölkerungszahl abhängig von den wirtschaftlichen Gegebenheiten. 1900 stieg sie auf über 14.000, um 1941 auf unter 11.000 zu sinken. 1992 wurde mit 15.293 das Maximum erreicht.
Bei der Volkszählung 2002 wurden noch 12.858 Einwohner registriert, davon 10.222 in Oravița und 2636 in den eingemeindeten Dörfern. 11.972 waren Rumänen, 376 Roma, 222 Deutsche, 155 Ungarn, 84 Serben, 17 Tschechen und 15 Ukrainer.

## Verkehr
Der Bahnhof Oravița lag an der Bahnstrecke von Berzovia–Iam (–Jasenovo/Serbien). Diese Strecke ist stillgelegt. Heute verkehrt vom Bahnhof Oravița nur noch ein tägliches Zugpaar auf der Strecke nach Anina im Inselbetrieb.
Durch die Stadt führt die Nationalstraße 57 von Orșova nach Moravița.

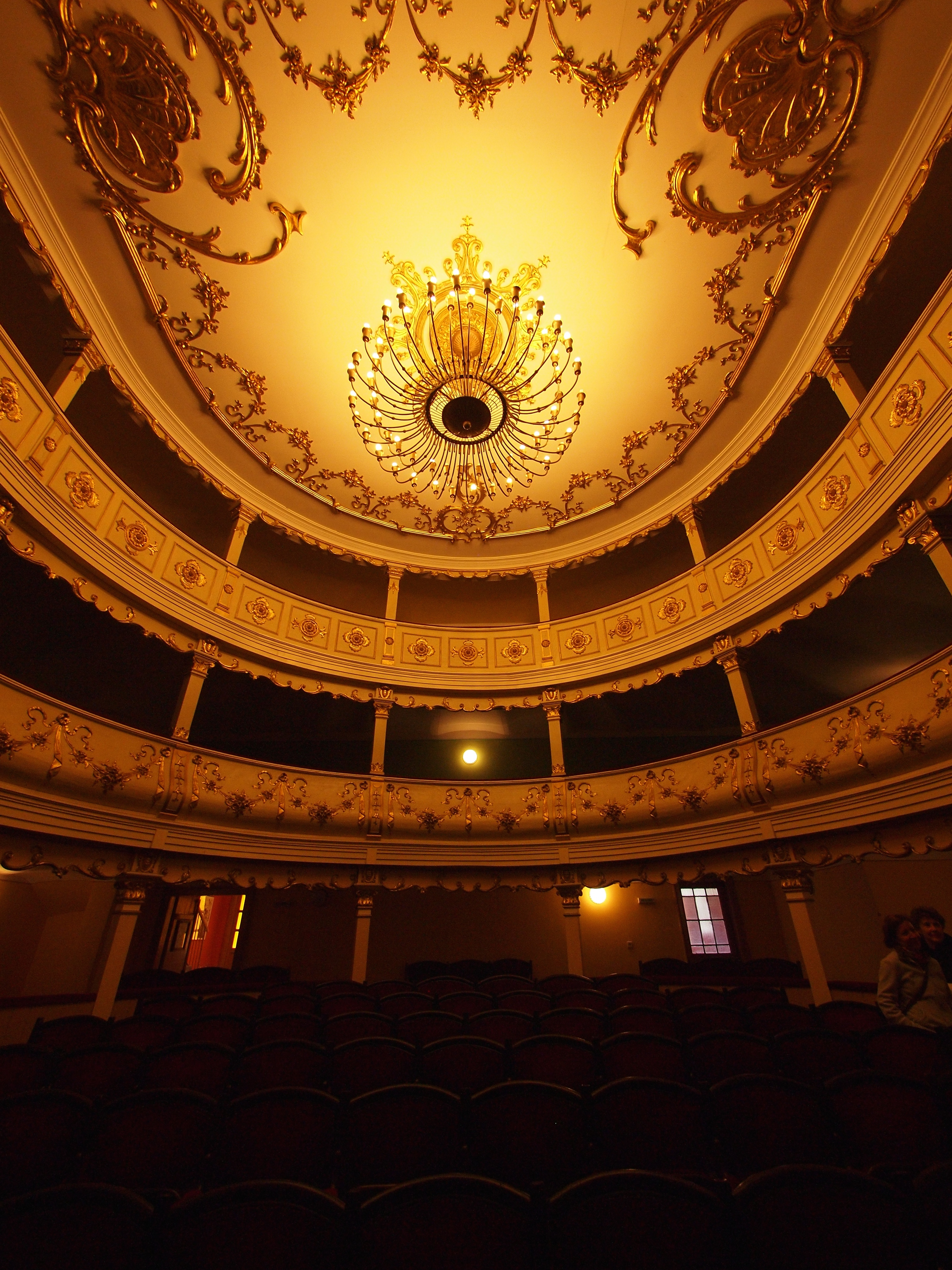
Saal des Mihai-Eminescu-Theaters

## Sehenswürdigkeiten
- Theater Mihai Eminescu (1816–1817), Architekturdenkmal
- Kloster Călugăra (1859) im eingemeindeten Ort Ciclova Montană
- Bahnhof Oravița und Bahnstrecke nach Anina
- Pharmazie-Museum Knoblauch
- Nationalpark Cheile Nerei-Beușnița

## Söhne und Töchter der Gemeinde
- Thessa Klinkhammer (1859–1934), Schauspielerin
- Ena Rottenberg (1893–1952), Kunstgewerblerin, Keramikerin, Glasmalerin